# Sargans
Sargans är en ort och kommun i distriktet Sarganserland i kantonen Sankt Gallen, Schweiz. Kommunen har 6 522 invånare (2023).
I Sargans ligger slottet Schloss Sargans med Museum Sarganserland.

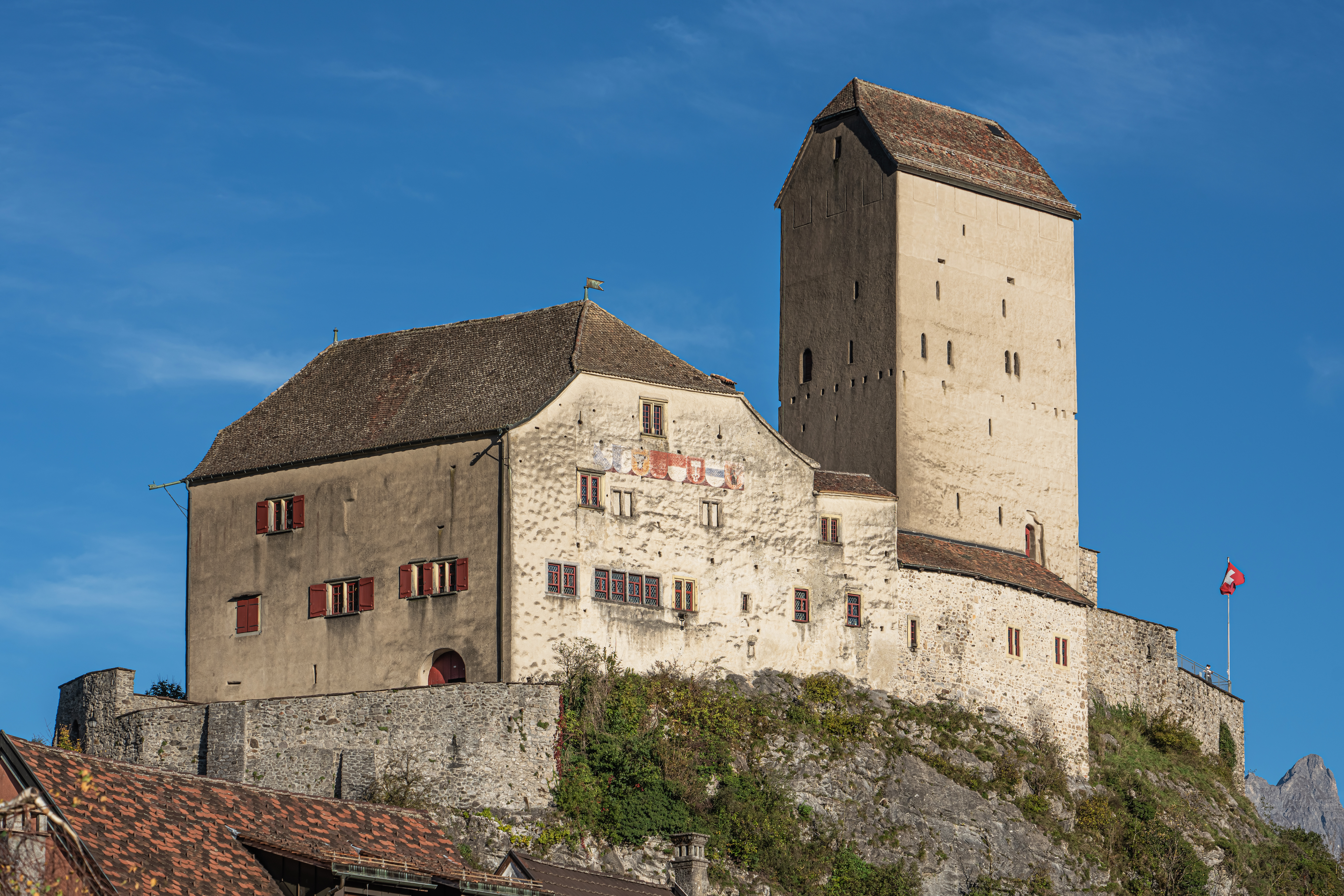
Schloss Sargans.